# 김주열
김주열(金朱烈, 1944년 10월 7일~1960년 3월 15일)은 대한민국의 민주화 운동가로 3·15 부정선거 규탄 시위에 참여했다가 사망한 학생이다.

## 생애
전라북도 남원군 금지면 옹정리에서 아버지 김재계(金在桂)와 어머니 권찬주(權燦珠) 사이의 4남 2녀 중 차남, 넷째로 태어났다. 김주열은 김해 김씨 시중공파 21세손이며, 증조부 김석천(金錫千)은 동지돈녕부사를 지냈고 할아버지 김태종(金泰鍾)은 해방의 혼란기에 면장을 지냈으며, 아버지는 조합장을 지낸 천석꾼이었다. 
1956년 금지동초등학교를 졸업하고 1960년 남원 금지중학교를 졸업한 뒤 마산상업고등학교에 입학하였다. 같은 해 3월 3·15 부정선거 규탄 시위에 참가했다가 행방불명되었다. 실종 27일만인 4월 11일 홍합 조업을 하던 어부 김기돈에 의해 마산 중앙부두 앞바다에서 변사체로 발견되었다. 시위에 참가한 김주열이 최루탄을 맞고 쓰러지자, 경찰들이 김주열의 시신을 바다에 던진 것이었다. 시신은 오른쪽 눈부터 뒤통수까지 알루미늄제 최루탄이 박혀 있었으며, 부패가 진행된 상태였다. 그의 죽음은 부산일보의 기자 허종을 통해 세상에 알려졌다. 소식을 들은 많은 시민이 공분했으며, 이는 4·19 혁명으로 이어졌다.

27일동안 행방불명이었던 김주열이 최루탄이 눈에 박힌 채 마산중앙부두에서 발견되었다.

김주열에게 최루탄을 발사한 마산경찰서 박종표 경위는 무기징역을 선고 받았다.

## 사후
묘는 그의 고향인 전라북도 남원시 금지면에 있다. 경상남도 창원시 마산회원구 구암동 국립 3.15 민주묘지에 가묘가 있다. 사후 김주열을 기리는 범국민장이 사후 50년 만인 2010년 4월 11일 마산중앙부두에서 거행되었다.
김주열 열사의 시신이 인양된 장소는 '4월 혁명발원지'라는 명칭을 달고 2011년 9월 22일 경상남도 기념물 제277호로 지정됐다.

## 학력
- 금지동초등학교
- 금지중학교
- 마산상업고등학교

## 김주열 가족
- 할아버지: 김태종(金泰鍾, 1879년 ~ 1951년)
- 할머니: 밀양 박씨(密陽朴氏, 1882년 ~ 1958년)
  - 아버지: 김재계(金在桂, 1922년 ~ 1965년)
  - 어머니: 권찬주(權燦珠, 1921년 ~ 1989년)
    - 첫째 누나: 김영자(金榮子, 1936년 ~)
    - 둘째 누나: 김경자(金京子, 1941년 ~ 1987년)
    - 형: 김광열(金光烈, 1942년 ~ 1984년)
    - 남동생: 김택열(金宅烈, 1954년 ~ 1991년)
    - 남동생: 김길열(金吉烈, 1956년 ~)

## 김주열 관련 미디어
- MBC TV 제2공화국 제8회 (1989년 방영) - 단역배우 김성두: 김주열 役
- 민주횃불 김주열 열사 다큐멘터리[7]
- 《누나의 3월》 창원 MBC, MBC

## 같이 보기
- 3·15 마산시위
- 김주열 열사 시신 인양지 - 경상남도 기념물 제277호